# アレクサンドロス大王のバビロン入場
『アレクサンドロス大王のバビロン入場』（アレクサンドロスだいおうのバビロンにゅうじょう、仏: Entrée d'Alexandre dans Babylone、英: Alexander's Entry into Babylon）は、17世紀フランスの画家シャルル・ルブランが1664 - 1665年にキャンバス上に油彩で制作した歴史画である。アレクサンドロス大王の生涯における主要な出来事を描いた4点からなる連作のうちの1点で、ヴェルサイユ宮殿のために描かれた。連作をなすほかの3点ととももフランス王ルイ14世に買い上げられ、作品をもとにしたゴブラン織も制作されている。作品は現在、パリのルーヴル美術館に所蔵されている。

## 作品
本作は、アレクサンドロス大王を描いた連作の最初の作品である。ペルシア戦役で数えきれないほどの勝利を収めたアレクサンドロスは、イッソスの戦いでペルシアのダレイオス3世に勝利した。紀元前331年にダレイオスがアレクサンドロスに首都バビロンを明け渡し、アレクサンドロスは凱旋の行列を率いてイシュタル門をくぐり、自らアジアの王と名乗った。
画面には、アレクサンドロスがバビロンに入場する姿が描かれている。ルブランは古代ローマ時代の歴史家クィントゥス・クルティウス・ルフスの記述にしがっているようで、それによれば、「王は歩兵部隊の背後に人々を行進させ、護衛兵に取り囲まれる中、戦車で町に入り、そこから凱旋しているように宮殿に向かった」。画中の王はゾウが曳く戦車に乗り、神にも似た偉大な勝利者として表されている。
画面右奥に見えるのは、有名なバビロンの空中庭園である。ルブランは、その描写においてもクィントゥス・クルティウス・ルフスの記述に合わせて想像している。その記述によると、庭園は「壁の最上部と同じ高さである。木々もまた高く、まっすぐで、涼しい陰がそれらを実に喜ばしいものとしている。この庭園すべてを支える石の柱がある。これらの柱には大きなテラスがあって、そこには大量の土が運び込まれており、ポンプと隠された水道で水が供給されている」。
ルブランの親しい弟子クロード3世ニヴロン (Claude III Nivelon) によれば、画面前景で指示を与えているのは「バビロンの町長」で「この凱旋行進の指示を出した」バゴファネス (Bagophanes) であろう。クィントゥス・クルティウス・ルフスは、「バビロンの壁沿いにはすべて人々が並んでいた。大部分の人々は、彼らの新しい王子を見ようと待ちきれずに外出したのであった。要塞の長で宝物の守護者であったバゴファネスは、マゼウス (ダレイオス) に劣らぬ親愛を見せるために道に花を撒き、道の両側に香だけでなく、あらゆる芳香の煙が立ち上る銀の祭壇を設えた」。ルブランは、香の煙が立ち上る銀の三脚容器と、アレクサンドロスの道に撒かれた花をよく表現している。また、壁の入り口には、片手に王笏を、もう一方の手にザクロ (国家の統一の象徴) を持つセミラミスの堂々たる像を表している。

## アレクサンドロス大王の連作 (ルーヴル美術館蔵)

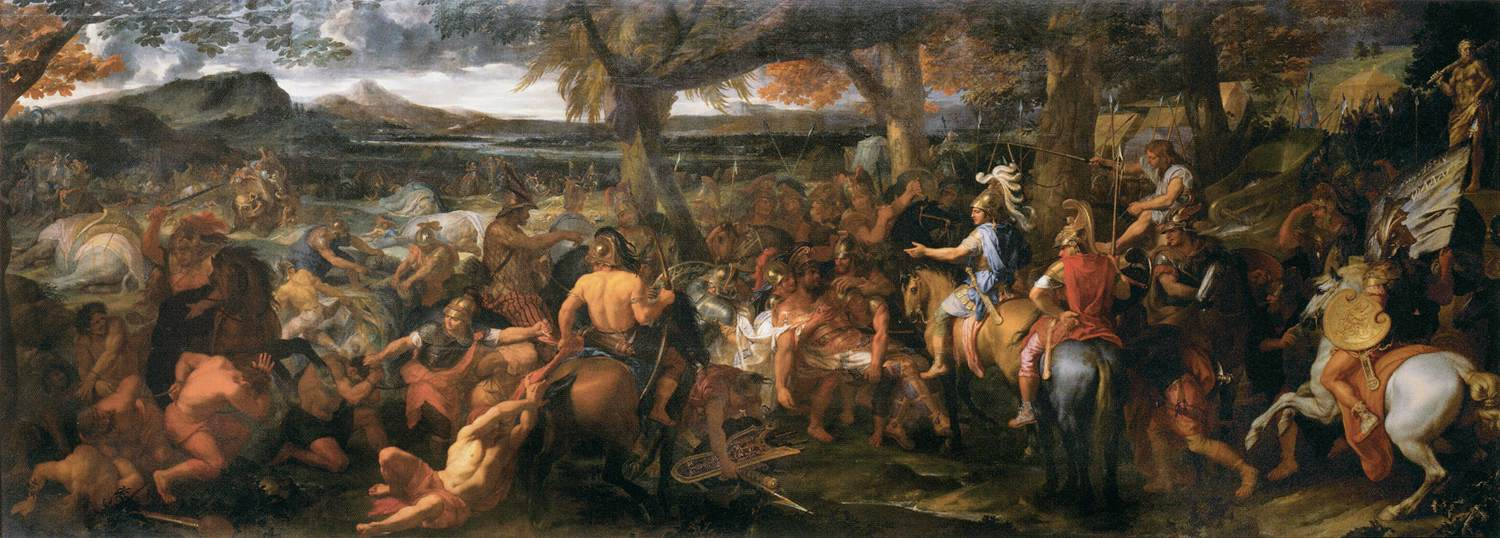
『アレクサンドロス大王とポルス』 (1665年)
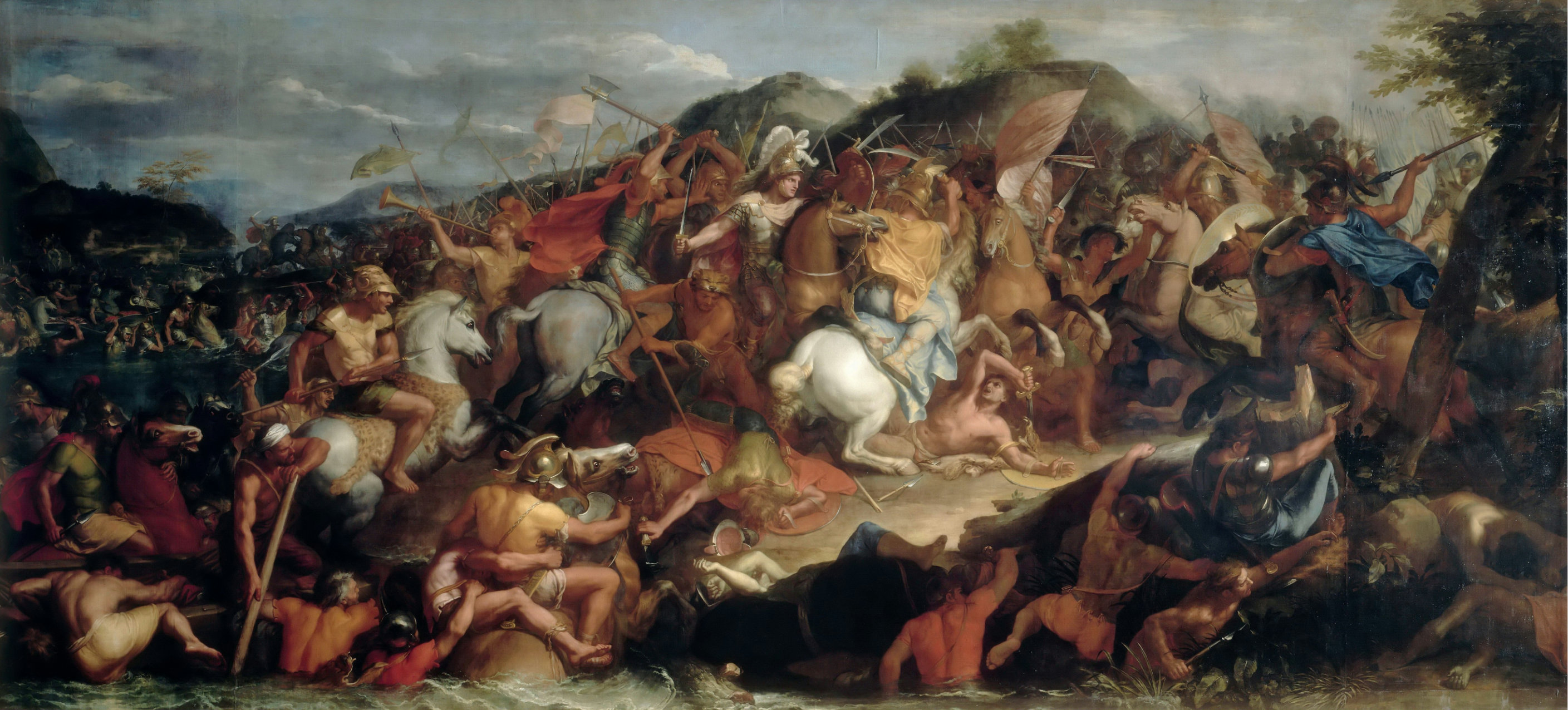
『グラニコス川の横断』 (1665年)
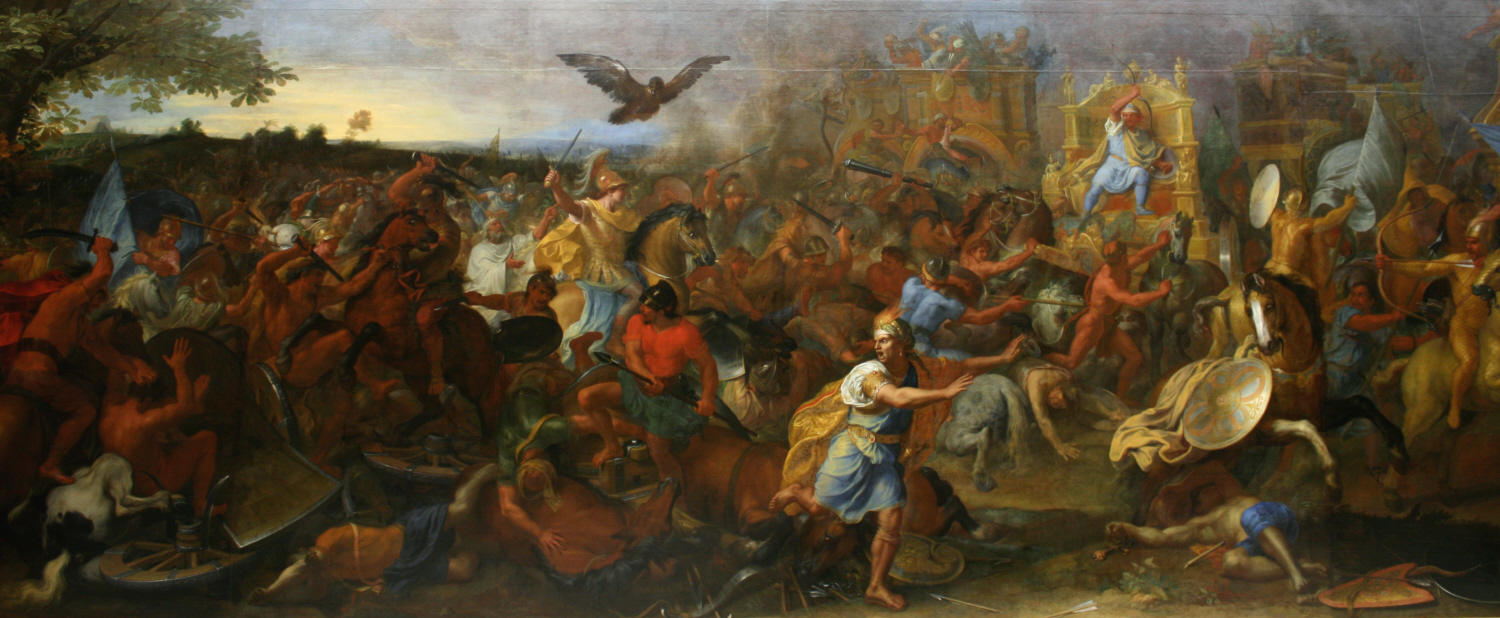
『アルベレスの戦い』(1673年ごろ)